# Demet Evgar
Demet Evgar (Magnesia, 19 maggio 1980) è un'attrice turca.

## Biografia
Completò la sua formazione presso il Conservatorio Statale di Università di Istanbul. In questi anni ha continuato a interpretare ruoli anche in numerose serie televisive per la televisione turca, come "1 Kadın 1 Erkek", "Vatanım Sensin" e "Avlu".

## Filmografia
- Banyo, (The Bathroom) regia di Mustafa Altıoklar (2005)
- Beyza'nın Kadınları, (Shattered Soul) regia di Mustafa Altıoklar (2006)
- Güneşi Gördüm, (Ho visto il sole) regia di Mahzun Kırmızıgül (2009)
- Yahşi Batı, regia di Ömer Faruk Sorak (2010)
- Vay Arkadaş, regia di Kemal Uzun (2010)
- Sen Aydınlatırsın Geceyi, (Thou Gild'st the Even) regia di Onur Ünlü (2010)
- Yok Artık!, regia di Caner Özyurtlu (2016)
- Bad Cat, regia di Mehmet Kurtuluş e Ayşe Ünal (2016)[1]
- Aile Arasında, regia di Ozan Açıktan (2017)
- Aşkın Gören Gözlere İhtiyacı Yok, (Blind in Love) regia di Onur Ünlü (2018)
- Sofra Sırları, regia di Ümit Ünal (2018)